# Magnetit
Magnetit (prema magnet) je kubični mineral iz skupine spinela, kemijska formula Fe3O4 (ili FeO x Fe2O3).

## Svojstva i osobine
Crni je ferimagnetički željezov oksid u kojem željezovi atomi imaju dva oksidacijska stanja, +2 i +3. Magnetit je široko rasprostranjen u prirodi i javlja se kao popratni mineral u magmatskim i metamorfnim stijenama. Važna je željezna ruda, a najveća su ležišta u sjevernoj Švedskoj.
Javlja se u oktaedarskim kristalima, zrnatim agregatima i u slobodnom zrnju kao magnetski pijesak. Magnetičan je i neproziran.
Ležišta magnetita pretežito nastaju pri segragaciji magme na oksidnu i silikatnu frakciju. Velike količine magnetita, ali neiskoristive zbog malene koncentracije, nalaze se sitno raspršene u gotovo svim eruptivnim stijenama. Tako npr. tamna boja bazalta djelomično potječe od magnetita. Ležišta magnetita u Švedskoj i na Uralu među najbogatijim su ležištima željezne rude na svijetu.

## Fizička svojstva
Tvrdoća magnetita kreće se od 5,5 do 6,5 na Mohsovoj skali, a specifična težina iznosi 5,18. Magnetit obično tvori oktaedarske kristale.

Magnetsko uređenje magnetita na sobnoj temperaturi je ferimagnetsko s Curieovom temperaturom od 850 K.

## Kristalna struktura
Magnetit ima strukturu inverznog spinela u kojoj se u šupljinama unutar kubične guste slagaline kisikovih aniona nalaze željezovi kationi oksidacijskog stanja +2 i +3. U jednoj četvrtini raspoloživih tetraedarskih šupljina smješteni su kationi Fe3+, dok su u polovini oktaedarskih šupljina smješteni kationi Fe2+ i Fe3+.

## Vanjske poveznice
|  | Zajednički poslužitelj ima još gradiva o temi Magnetit |